# エドワード・ボスコーエン
エドワード・ボスコーエン（Edward Boscawen, 1711年8月19日 - 1761年1月10日）は、イギリス海軍の提督、枢密顧問官、庶民院議員。1758年のルイブールの戦い、1759年のラゴスの海戦など、18世紀の海戦で数々の勝利を収めたことで知られる。ミノルカ島の海戦の不首尾から軍法会議にかけられ死刑を宣告されたジョン・ビングの執行命令書に署名した士官としても名を残している。
政治面では、1742年からトゥルロ選出の庶民院議員を務めたが、海軍生活が中心であったため、特に目立った活動はしていない。また、1751年から海軍本部委員会の委員、1758年からは枢密院顧問も務めている。そのいずれも終生在任した。

## 海軍入隊と英西戦争
イングランドのコーンウォール州トレゴスナン生まれ。初代ファルマス子爵ヒュー・ボスコーエンとその妻シャーロットの三男である。海への憧れから12歳にして海軍に入隊する。
1726年4月3日に60門艦「スパーブ」に乗務、フランシス・ホシェのもと西インド諸島に派遣された。英西戦争中の約3年間、ボスコーエンはこの艦に乗務している。次の3年は地中海艦隊のチャールズ・ウェイジャーのもとで「カンタベリー」、「ヘクター」、「ナミュール」に乗務。英西戦争を終結させたセビリア条約締結後にカディスとリヴォルノに向かった時にも「ナミュール」に乗務していた。1732年5月25日大尉に昇進、同年8月、かつての勤務艦である地中海艦隊の44門の4等艦「ヘクター」に再乗務した。1735年10月16日まで「ヘクター」に乗務した後、70門の3等艦「グラフトン」勤務に昇進。1736年3月12日、大佐に昇進し、ジョン・ノリスによって50門艦「レパード」の臨時指揮官に任命された。この昇進は海軍本部委員会により追認された。
1738年6月には20門の6等艦「ショアハム」の指揮権を与えられる。次なるスペインとの戦争に備え、西インド諸島に向かうエドワード・ヴァーノンに同行するよう命じられた。

## ジェンキンスの耳の戦争

### ポルトベロの戦い

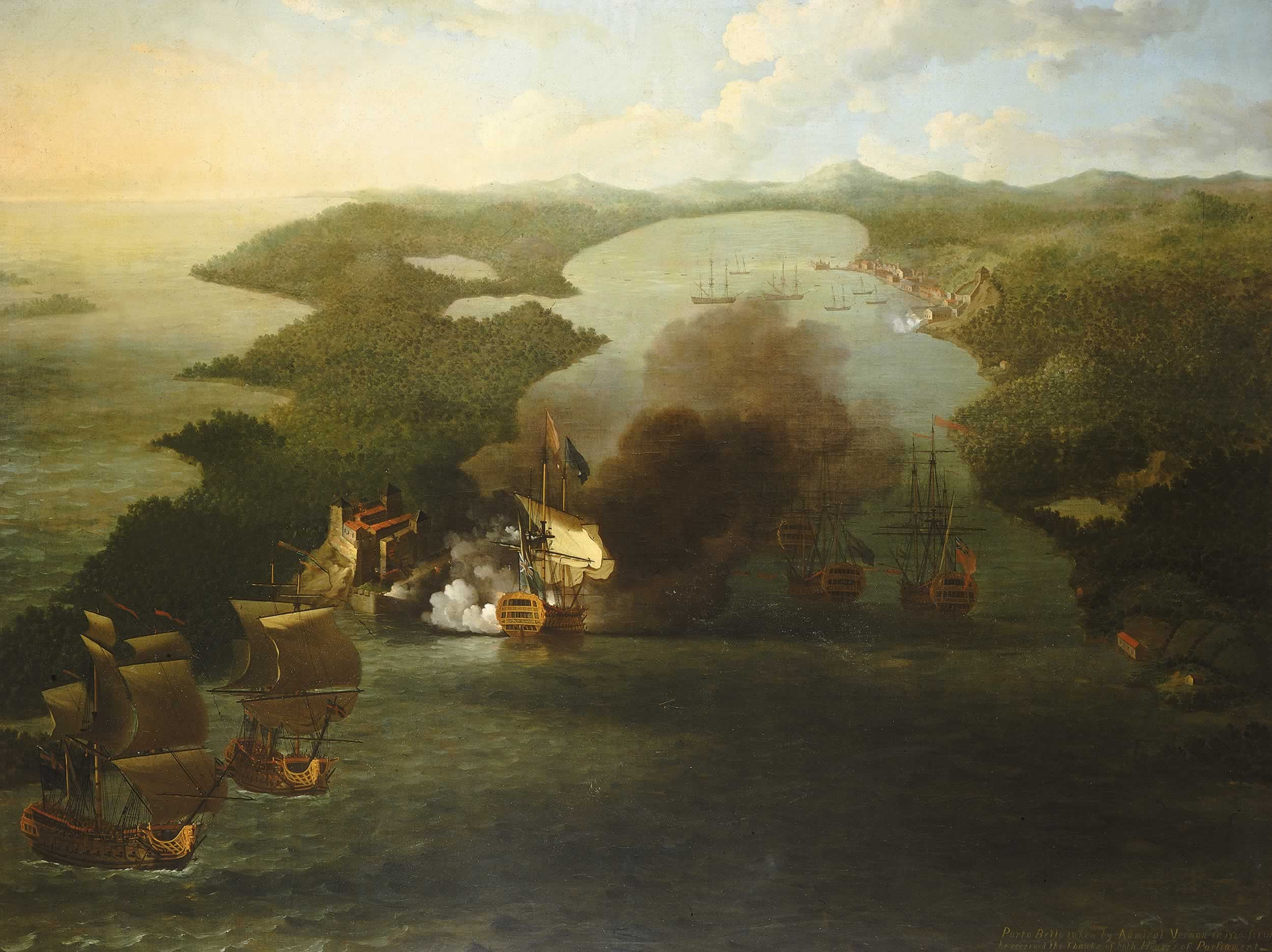
ポルトベロの砲撃（サミュエル・スコット画、1772年以前）

ジェンキンスの耳の戦争がボスコーエンの初陣となった。「ショアハム」がジャマイカでの任務に際しては使い物にならないと判断されると、ボスコーエンは、艦を降りてヴァーノンに随行することを願い出、これが認められて艦隊とともにポルトベロ攻撃に向かった。
ポルトベロでの包囲戦の間、ボスコーエンは、チャールズ・ノウルズとともに砦を破壊するよう命じられた。この任務には3週間の時間と122樽の火薬を要したが、イギリス軍は都市を取り巻く砦を平らげた。砦包囲は成功し、スペインは降伏した。
ヴァーノンの武功は傑出した軍事力のあらわれとしてイギリス本土で歓呼をもって迎えられ、戦勝の発表に沸き立つ雰囲気の中、仮面劇『アルフレッド』の一節として、後の愛国歌『ブリタニアよ、統治せよ』が初めて演奏された。この勝利にちなみ、通りの名前に「ポルトベロ」とつけることが本土から植民地に至るまで流行した。
艦隊はポート・ロイヤルに帰還、ボスコーエンは改修を受けた「ショアハム」を引き続き指揮することになった。

### カルタヘナ・デ・インディアスの戦い

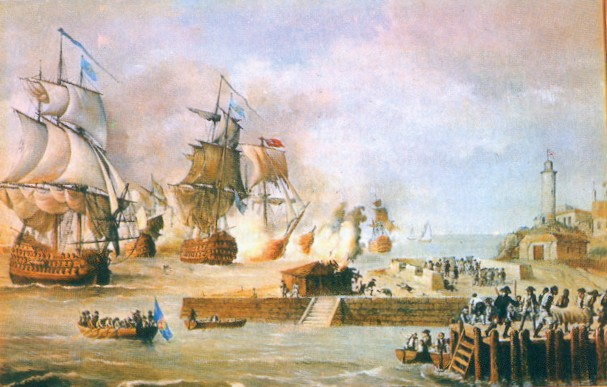
イギリス軍によるカルタヘナ・デ・インディアスの攻撃（ルイス・ゴルディージョ画、1937年）

1741年、ボスコーエンは、カリブ海のもうひとつの港町であるカルタヘナ・デ・インディアスへの攻撃に参戦した。イギリス本国は大々的な援軍を送った。その中から、スペイン植民地の都市を取り囲むように建てられた砦を攻撃すべく、8,000人の兵士が上陸した。対するスペイン軍は、ざっと見積もって6,000人の、兵士、水兵、そして植民地の王党派からなる兵力を擁していた。包囲戦は2か月以上に及び、この間イギリス軍は1万8千もの死傷者を出したが、その多くは疾病によるものである。ヴァーノン艦隊では、赤痢、壊血病、黄熱病、その他もろもろの当時カリブ海で流行していた病気が蔓延していた。
この結果を受けてウォルポール内閣は崩壊、国王ジョージ2世は、もしプロシアがシレジアに攻め入ったら援軍を送るという、オーストリアとの約束を撤回した。ヴァーノン艦隊の敗北は、オーストリア継承戦争の交戦が拡大した要因となった。
しかしながら、ボスコーエンはまたしても名をあげた。自ら指揮した陸戦部隊は、サン・ルイス砦とボカチカ城の攻略成功の礎となり、包囲が断念された際には、ノウルズとともに両砦を破壊した。この功績が認められ、包囲戦のさなかに死亡したオーブリー・ボークラークの指揮権を引き継ぎ、70門艦「プリンス・フレデリック」の指揮官に昇進した。

## オーストリア継承戦争
1742年、ボスコーエンはイギリスに帰還した。「プリンス・フレデリック」はここで退役となり、新造の60門艦「ドレッドノート」の指揮官としてジョン・ノリス艦隊に加わった。この年、トゥルロ区から庶民院議員として選出され、この選挙区の議員を終生務めた。
1744年、ボスコーエンの属するノリス艦隊はイギリスの領海を侵攻するフランス艦隊を発見した。ド・ロックファイユが率いるフランス艦隊は撤退し、イギリス艦隊はそれを追ったが、英仏海峡を吹き荒れる暴風雨がそれを阻んだ。
この間、ボスコーエンは、幸運にもフランスのフリゲート艦「メデ」を拿捕する機会に恵まれた。オーストリア継承戦争中に造られた艦の中では初めて敵に拿捕されたもので、トゥーサン・オカール・ド・ブランクールが指揮官だった。「メデ」は売却され、その名を「ボスコーエン」に改め、ジョージ・ウォーカーが指揮する私掠船として活躍した。
1744年の暮れ、ボスコーエンは警備艦「ロイヤル・ソブリン」の指揮を停泊地ノアで務めた。翌1745年まで乗務したのち、かつても任務に就き、そして90門艦から74門艦へと規模を縮小された「ナミュール」に乗務した。英仏海峡のウィリアム・マーティン艦隊における分戦隊の指揮官に任命された。

### 第一次フィニステレ岬の海戦

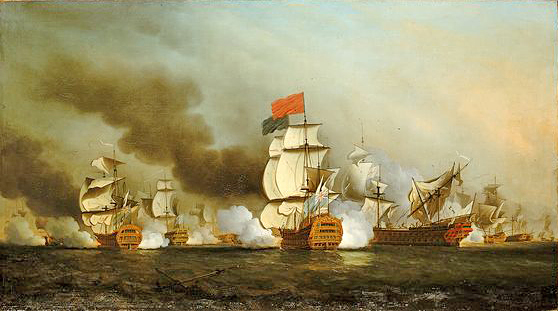
1747年のフィニステレ岬の海戦（サミュエル・スコット画、1750年頃）

1747年、ボスコーエンは、ジョージ・アンソン艦隊に合流せよという命令を受け、第一次フィニステレ岬の海戦では第一線を担った。5月3日、イギリス艦隊はフランス艦隊を視界に捕らえた。ド・ラ・ジョンキエール指揮下のフランス艦隊は、商船隊を護送していたところをイギリスに攻撃されたのだった。フランス艦隊はほぼ壊滅、護衛艦2隻が拿捕され、6人の商人が捕囚された。ボスコーエンは、この戦闘で肩にマスケット銃の弾丸を受け、負傷した。フランス軍の艦長であるオカールは、またもボスコーエンの捕虜となりイギリスに連行された。

### インドでの指揮

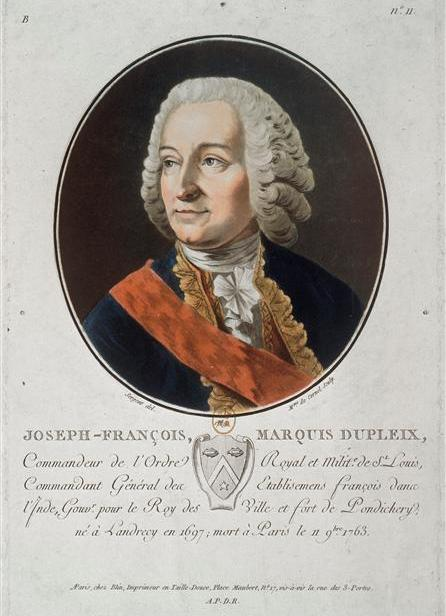
デュプレクス総督

1747年、ボスコーエンは青色戦隊の海軍少将に昇進した。そして東インドでの合同作戦の最高司令官に任命された。旗艦「ナミュール」と5隻の戦列艦に加え、一握りの小型木造艦、若干の輸送船を従えたボスコーエンは、1747年11月4日にイギリスを発った。外洋航海中、モーリシャスを奇襲によって攻略しようとしたが、フランス軍に撃退され、失敗に終わっている。
ボスコーエンは航海を続け、1748年7月29日、カダルールの近くのセント・デービッド砦に到着し、前任者グリフィンから指揮を引き継いだ。ボスコーエンに下されていた命令は、ポンディシェリに向かい、インドにおけるフランスの主要居留地を攻略、破壊せよというものだった。ボスコーエンが内陸戦の知識と経験を欠いたこと、指揮下の工兵隊や砲兵士官らの無能、作戦の秘密厳守の不徹底、フランス総督デュプレクスの手腕とがあいまった結果、攻撃は阻まれた。イギリス側は、5,000人を投入して辺鄙な場所にあるアリャンクオパム砦を攻略、破壊した 。これは、作戦を通じて唯一の戦果となった。結局街の防壁を突破することができないまま撤退することになったからである。
なお、後年「インドのクライヴ」と渾名されるロバート・クライヴは少尉として、後の駐インド軍最高司令官ストリンガー・ローレンスは少佐としてこの戦いに従軍していた。ローレンスは退却中にフランスの捕虜となったが、アーヘンの和約締結の知らせがインドに届いた後、捕虜交換によってイギリスに復員した。
1750年、ボスコーエンはイギリスに戻った。1751年、アンソンが初代海軍大臣に就任、ボスコーエンに対して海軍本部委員会の一員となることを依頼した。ボスコーエンは、終生その委員を務めた。

## 七年戦争

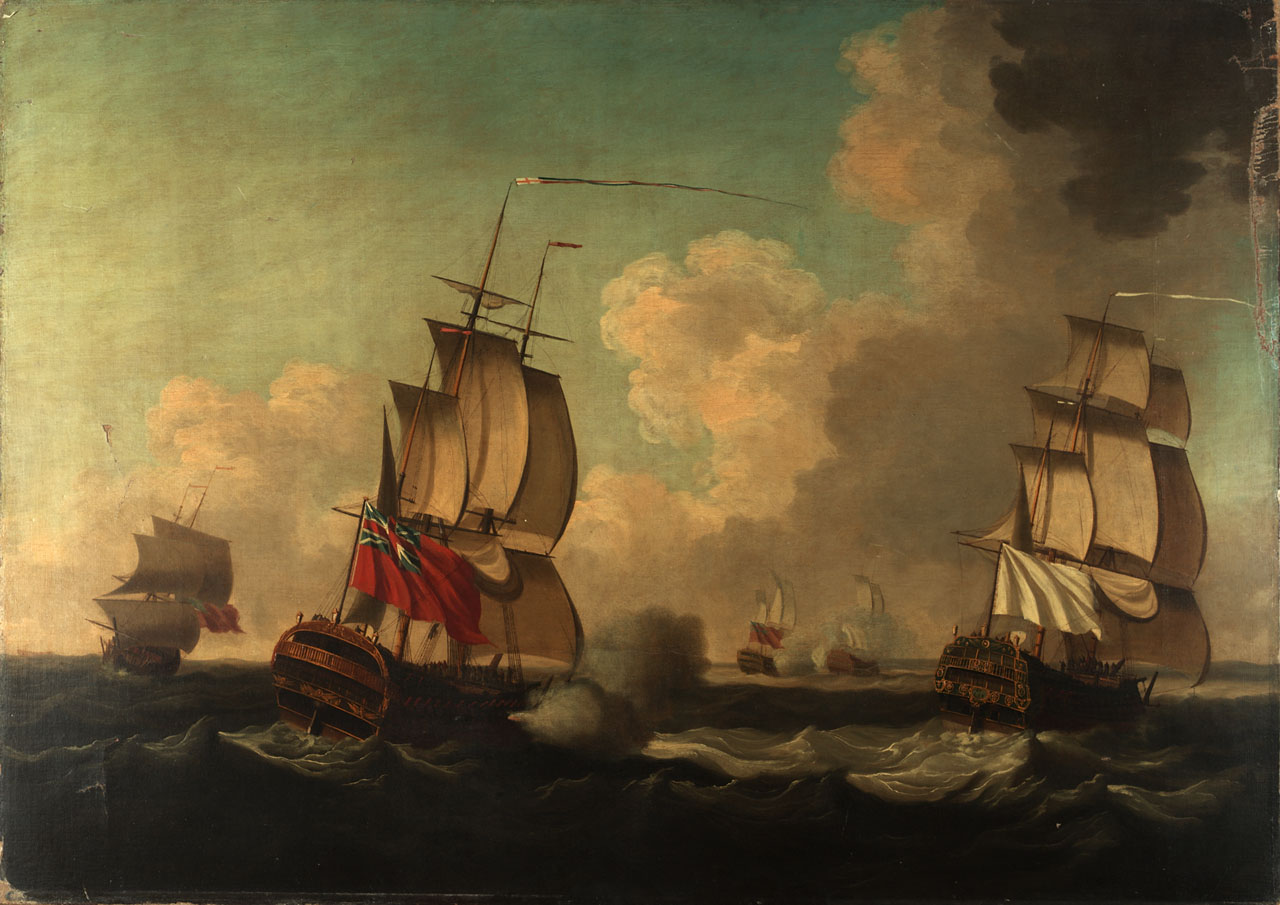
「アルシド」と「リス」の拿捕（作者不明、1755年以降）

1755年2月4日、ボスコーエンは青色戦隊の中将となり、北アメリカ根拠地に属する戦隊の指揮を任せられた。英仏は正式な交戦状態にはなかったが、すでに戦争は避けがたいという見方から、その準備が進められていた。ボスコーエンは、非武装船を一部含むフランスの戦隊が援軍を乗せてカナダに向かっているのを妨害するよう命令を受けた。駐イギリスのフランス大使、ミルポワ公爵ガストン・ピエール・ド・レビは、イギリス政府に対し、イギリスから敵意のある行動があった時は、戦争行為とみなすと通知した。
厚く垂れ込める霧は、ボスコーエン艦隊の視界を閉ざすと同時に、フランス艦隊を四散させたが、6月8日、ボスコーエンの艦隊は、ニューファンドランド島西端のレイ岬沖合を航行するフランス艦「アルシド」、「リス」、「ドファン・ロワイヤル」を視界に捕らえた。続く戦闘で「アルシド」と「リス」を拿捕したが、「ドファン・ロワイヤル」は霧の中に見失った。
1,500人もの捕虜の中には「アルシド」船長のオカールの姿もあった。オカールと戦うのはこれが3度目であり、捕虜としたのもまた3度目だった。「リス」の艦上では、総額8万ポンドにも達する賞金の支払いが行われた。ボスコーエンは、艦隊司令官として、そのかなりの割合を受け取っている。イギリス艦隊は再編成のためハリファックスに向かったが、熱病が蔓延し、やむをえずイギリスへ帰還した。熱病による死者は2,000人に達しようかというほどだった。

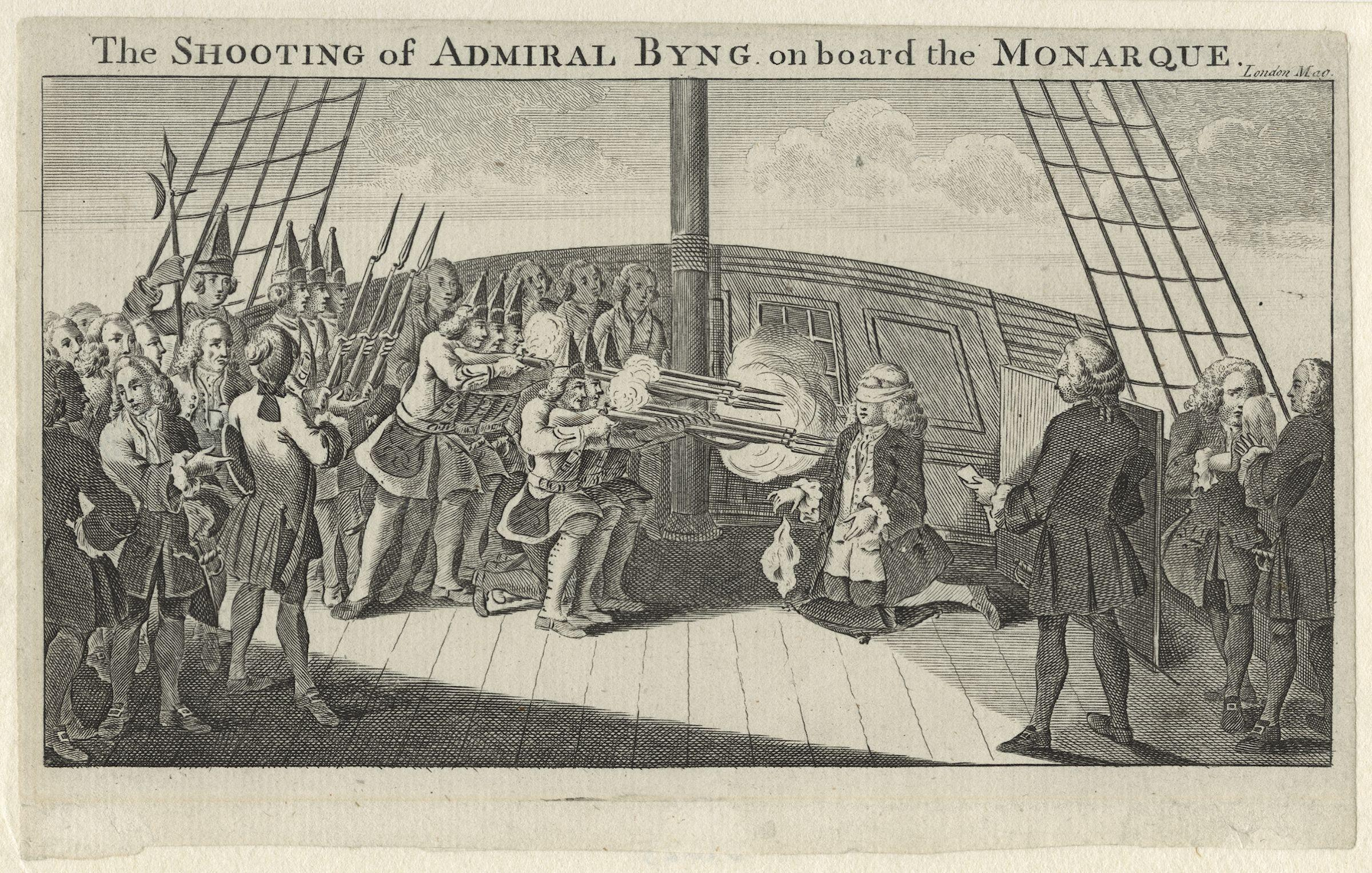
「モナーク」の甲板で銃殺されるビング（作者不明）

ボスコーエンは海峡艦隊に戻り、ジョン・ビングの公判の間、ポーツマスで司令長官を務めていた。ビングは慈悲を求めたが、国王はそれを拒絶し、ボスコーエンは処刑執行書に署名した。

### ルイブール砦の陥落

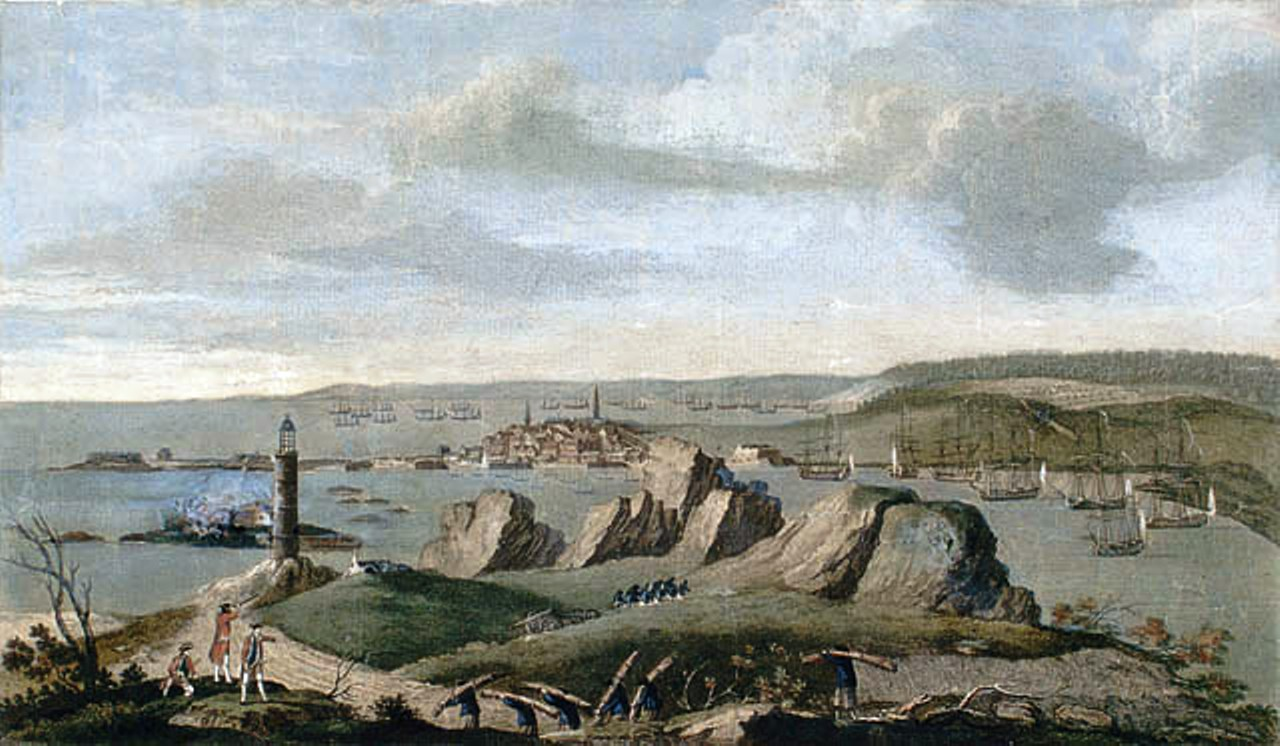
1758年のルイブールの戦い（ピエール・カロ画、1762年）

1757年10月、ボスコーエンはエドワード・ホークの副司令官を務めていた。1758年2月7日、青色戦隊の大将に昇進し、艦隊を率いて北アメリカに向かうようにとの命令を受けた。現地に到着すると、ボスコーエンは、ルイブール要塞包囲戦における海軍の指揮を6月から7月にかけて受け持った。この戦いでは、地上戦を海軍の指揮官に任せるのを避け、陸軍からジェフリー・アマーストとジェームズ・ウルフの両将軍が指揮する部隊が配備された。ルイブール包囲戦は、カナダにおけるフランス領土の攻略に成功した要因のひとつである。ウルフはここをケベック攻略の拠点として活用し、フランスはこの地を失ったことでカナダにおける唯一の軍港を失い、その上4隻の戦列艦を破壊され、1隻を拿捕された。
イギリスに戻ったボスコーエンは、両院から任務に対する謝辞を受けた。国王からは枢密顧問官に正式承認された。海軍本部委員会委員と、司令長官、双方の職務を継続したその賜物だった。

### ラゴスの海戦

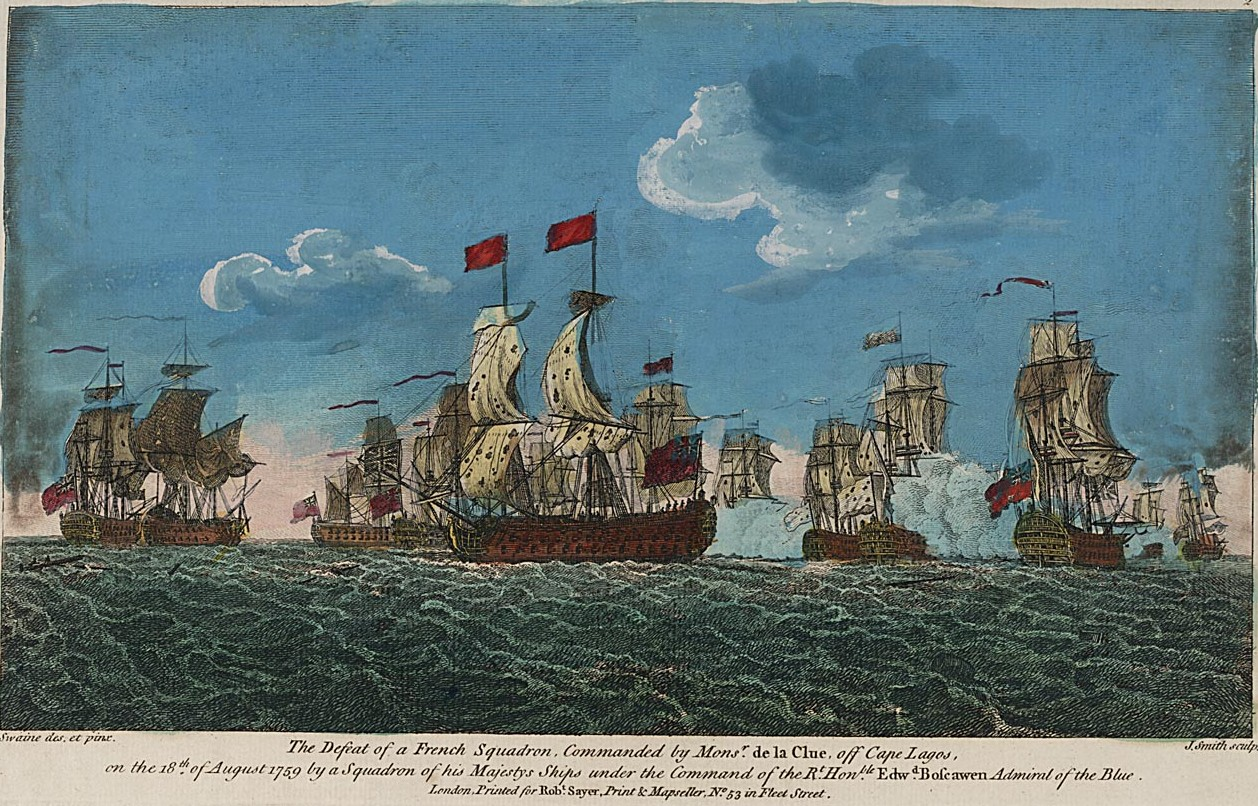
ラゴスの戦い（フランシス・スウェイン画、1786年）

1759年4月、ボスコーエンは、地中海艦隊の指揮官に任じられた。その目的は1759年のフランスのイギリス侵攻を阻止することだった。90門砲艦として新造された「ナミュール」に自らの旗を掲げたボスコーエンは、トゥーロンを封鎖し、湾内にド・ラ・クリュー＝サブランの艦隊を閉じ込めた。ボスコーエンは、フランス海軍を港からおびきだそうと、3隻を湾内に送り込んで港に対する艦砲射撃を加えさせた。これに対し、トゥーロンの町を取り囲む砲台から反撃があり、イギリス軍は引き下がった。この封鎖作戦において、艦船に軍事行動による損傷や経年劣化が見られたため、ボスコーエンは、修理と補給のためジブラルタルに艦隊を向けた。
8月17日、ジブラルタル海峡を監視するため派遣されていたフリゲート艦が、フランスの艦隊が視界に入ったと信号を送ってきた。ボスコーエンは、使い物になる艦を艦隊から集めて、ド・ラ・クリュー＝サブランと交戦するために出航した。夜通し追跡を受ける中、フランス艦隊のうち5隻はどうにか艦隊を振り切り、逃げて行った。その他の艦は、ポルトガル南岸ラゴス近くの入り江に追い込まれた。イギリス軍は、逃げ遅れた7隻に追いつき交戦した。
フランスの74門の戦列艦「サントール」は「ナミュール」に決闘を挑んだが、90門艦「ナミュール」の火力に屈し、降伏旗を掲げた。「ナミュール」は深刻な被害を受けたため、やむをえずボスコーエンは80門艦の「ニューアーク」に旗艦を移した。移動中、ボスコーエンが乗ったボートが被弾し穴が開いたが、ボスコーエンは自分のかつらでこれをふさいだ。その夜に「スーヴラン」と「ゲリエ」の2隻に逃げられたものの、8月19日朝、「テメレール」と「モデスト」を拿捕、フランス艦隊旗艦「オセアン」と「ルドゥタブル」は逃走中に岩礁に乗り上げ、イギリス軍が見つけたときにはすでに、接収されることを忌んだ乗組員の手で火をかけられていた。先に離脱した5隻はカディスに向かったが、そこはすでにボスコーエンの命を受けた艦隊副司令官ブロデリックによって封鎖されていた。
この戦いについては、イギリス軍がフランス軍を中立国の領海に追い込んで交戦したことを問題視する声もあがった。こうした声が妨げになってか、これほどの実績を残していない他の提督と比べてもその認知度は低かった。
この戦いで3隻のフランス艦を拿捕し、賞金を得て、2,000人の捕虜を連れて帰国した。ボスコーエンの名声はここに轟いた。

## 晩年と死、逸話
1760年12月、功績により海兵隊大将に任じられた。また、エディンバラからは名誉市民権を与えられている。キブロン湾周辺のフランス西海岸での行動中に戦線を離脱した。チフスとみられている熱病に苦しみながら帰還を果たしたが、1761年1月10日、サリー州ハッチランズパークの自宅で死去した。遺体はコーンウォールの聖ミカエル教会に埋葬された。 
墓碑にはこう刻まれている。
ウィリアム・ピットは、かつてボスコーエンにこう言ったことがある。「機を得て冒険を企てるに、君以外の士官を起用すると決まって困難を言い立てるが、君だけは決まって抜け道をみつけだす」

### 家族

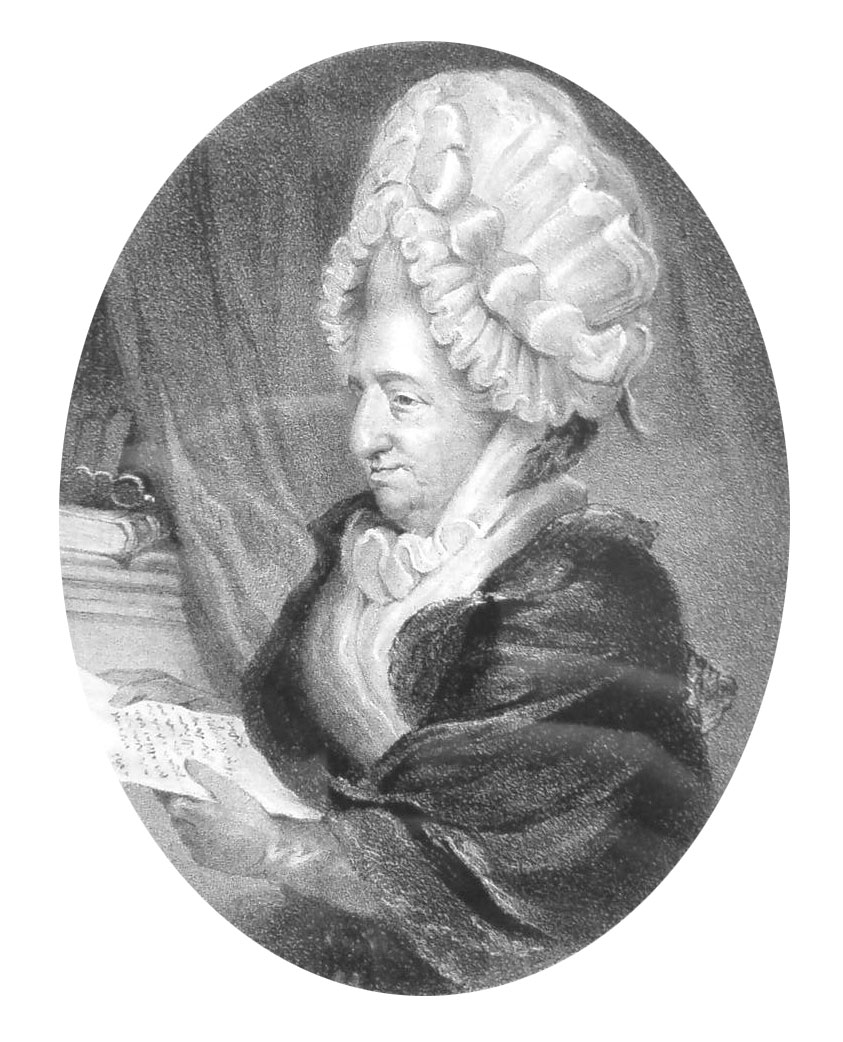
フランシス・イヴリン・ボスコーエン

1742年、ボスコーエンはフランシス・グランヴィルと結婚、3人の息子と2人の娘をもうけた。3男ジョージは叔父の後を継ぎ第三代ファルマス子爵となった。ボスコーエンの死後、フランシスはブルーストッキングの会合を取り持つ重要なホステスとなった。

### 逸話
ニューハンプシャー州のボスコーエンは、彼の名にちなんでつけられた。
また、下記のような名言を残している。
- 確かに私は地の果実を失ったが、その後に海に花を集めた[39]。
- 撃つんじゃないぞ、若造ども。撃つのは、フランス兵の白目がはっきり見える距離にきてからだ[40]。